# کیوبی‌ای
کیوبی‌ای (به انگلیسی: QBE) شرکت خدمات مالی استرالیایی است، که در زمینه ارائه انواع خدمات بیمه‌های عمومی، بیمه عمر و بیمه اتکایی فعالیت می‌نماید.
شرکت بیمه کیوبی‌ای در سال ۱۸۸۶ تأسیس شد و در حال حاضر دارای ۵۲ دفتر خدماتی در کشورهای قاره آمریکا، اروپا و آسیا می‌باشد.
دفتر مرکزی این شرکت در شهر سیدنی، استرالیا قرار دارد و بخشی از سهام آن در بازار بورس اوراق بهادار استرالیا معامله می‌شود. شرکت کیوبی‌ای حامی مالی (اسپانسر) باشگاه فوتبال پرث گلوری در ای-لیگ می‌باشد.